# Дихазурга
Дихазурга (абх. Абаақыҭ, груз. დიხაზურგა) — село в Абхазии, в Галском районе частично признанной Республики Абхазия, согласно административному делению Грузии — в Гальском муниципалитете Абхазской Автономной Республики. Расположено в 10 км к востоку от райцентра Гал. В административном отношении село представляет собой административный центр сельской администрации Дихазурга.

## Границы
На западе сельская администрация Дихазурга граничит с/а (сёлом) Махунджра; на юго-западе и юге — с с/а (селом) Чубурхиндж; на северо-востоке — с с/а (селом) Папынрхуа Галского района; на севере, по Гальскому водохранилищу (на реке Эрисцкали (Эрцкар)) — с с/а (селом) Гумрыш Ткуарчалского района; на востоке и юго-востоке, по реке Ингури, проходит граница Республики Абхазия с краем Самегрело и Земо-Сванети Грузии.

## Администрация
Сельской администрации Дихазурга подчинены сёла:
- Дихазурга —  616 человек (1989 г.)
- Зени, к востоку от Дихазурга, на берегу реки Ингури — 936 человек (1989 г.)
- Холе, к западу от Дихазурга — 527 человек (1989 г.)
- Оцарце, к югу от Дихазурга, на берегу реки Ингури — 549 человек (1989 г.)

## Население
По данным переписи 1989 года на территории Дихазургской сельской администрации (сельсовета) жило 2625 человек, по данным переписи 2011 года население сельской администрации Дихазурга составило 972 человека, в основном мегрелы (98,3 % или 955 чел.) и грузины (0,7 % или 7 чел.).